# Пит Медоус (Британска Колумбија)
Пит Медоус (енгл. Pitt Meadows) је град у Канади у покрајини Британска Колумбија. Према резултатима пописа 2011. у граду је живело 17.736 становника.

## Становништво
Према резултатима пописа становништва из 2011. у граду је живело 17.736 становника, што је за 13,5% више у односу на попис из 2006. када је регистровано 15.623 житеља.
| 2006.  | 2011.  |
| ------ | ------ |
| 15.623 | 17.736 |